# Dziura pod Nosalem
Dziura pod Nosalem (Dziura w Nosalu) – jaskinia w Dolinie Bystrej w Tatrach Zachodnich. Wejście do niej położone jest w północno-zachodnim stoku Nosala, na wysokości 996 m n.p.m. Jaskinia jest pozioma, a jej długość wynosi 12 metrów.

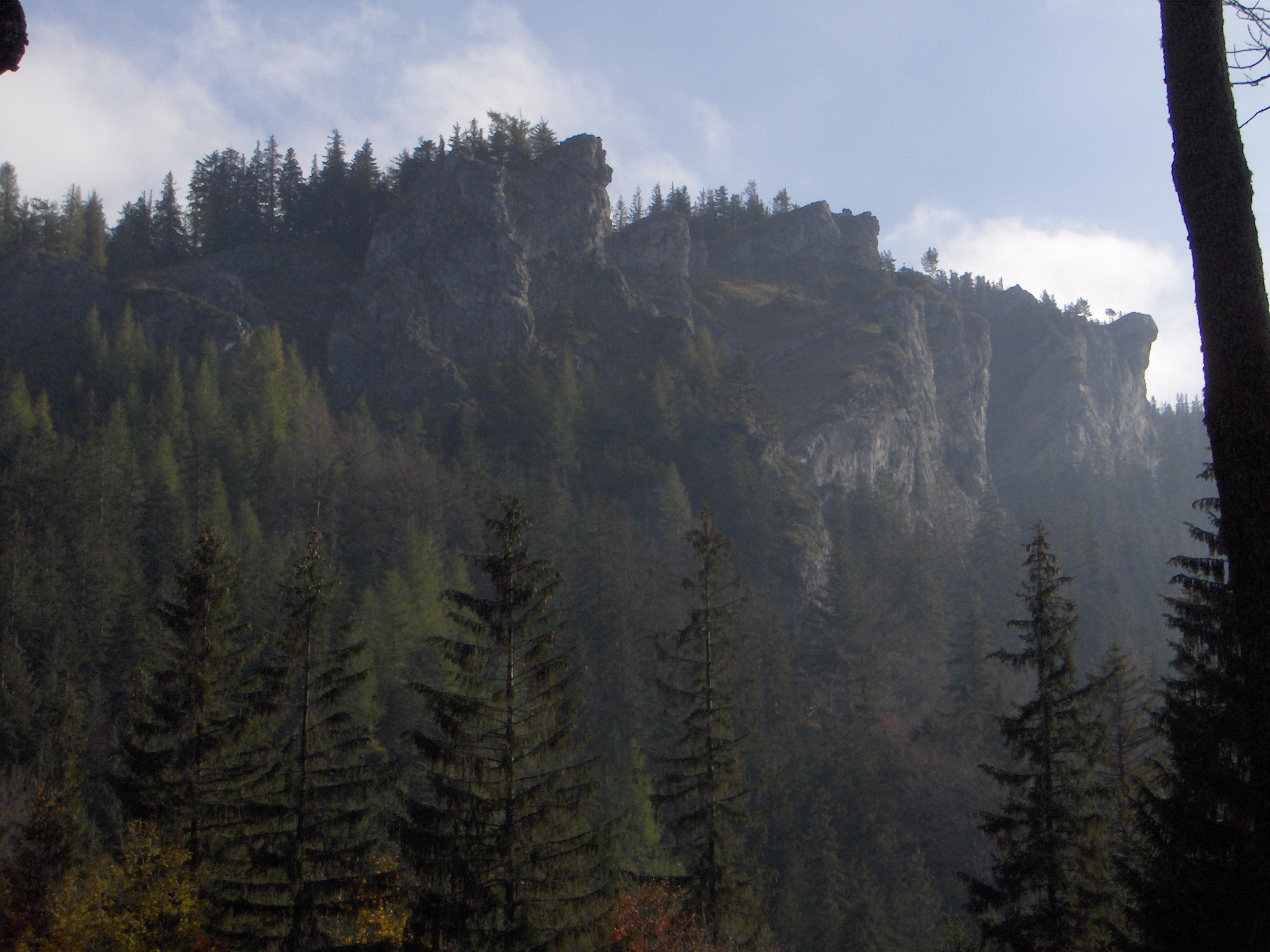
Nosal. Widok z Kużnic

## Opis jaskini
Jaskinię stanowi niewielki korytarz zaczynający się w salce znajdującej się zaraz za małym otworem wejściowym, a kończący się niedostępną szczeliną. W połowie jego długości odchodzi w prawo ciasny i krótki korytarzyk.

## Przyroda
W jaskini brak jest nacieków. Ściany są wilgotne, nie ma na nich roślinności.

## Historia odkryć
Jaskinia była znana od dawna. Jako pierwszy opisał ją J. Szokalski w 1934 roku. W ostatnich latach osuwisko zamknęło otwór jaskini i stała się niedostępna.